# PlanMaker
PlanMaker ist ein von der Nürnberger Firma SoftMaker entwickeltes Tabellenkalkulationsprogramm, das kompatibel mit Microsoft Excel ist. Es wird als Bestandteil des Office-Pakets SoftMaker Office vertrieben, eine kostenfreie aber funktionsreduzierte Version FreeOffice ist ebenfalls erhältlich.
Das Programm ist für Windows, macOS und Linux als 32-Bit- und 64-Bit-Version erhältlich, die Android-Version wird laufend aktualisiert und ist sowohl für Smartphones als auch Tablets in der Bedienung optimiert. Seit Mitte 2022 gibt es eine iOS-Version für iPad und iPhone.
PlanMaker lässt sich auch auf einen USB-Stick kopieren und so an jedem beliebigen PC mit Windows bzw. Linux ohne Installation verwenden.

## Eigenschaften
PlanMaker ist deutlich am Vorbild von Microsoft Excel orientiert: Die Benutzeroberfläche ist ähnlich, der Funktionsumfang stimmt im Kern überein, größtmögliche Datenkompatibilität zu Excel wird angestrebt. Die Syntax der Formeln ist weitgehend identisch, Pivot-Tabellen möglich. Das Excel-Dateiformat .xlsx ist das Standard-Speicherformat für Dateien. PlanMaker ist jedoch durch den Akzent auf leichtere und schnellere Bedienbarkeit eher auf den Home- und Small-Business-Anwender ausgerichtet.
In Excel-Dokumenten enthaltene Makros und VBA-Skripte können in PlanMaker nicht ausgeführt werden, bleiben aber beim Speichern im EXCEL-Format erhalten, das erhöht einerseits die Sicherheit, schränkt andererseits in speziellen Fällen ein. Mit BasicMaker wird unter Windows eine VBA-ähnliche eigene Skript-Sprache zur Verfügung gestellt.
Für SQLite-Datenbanken und CSV gibt es eine Importfunktion.